# Gene Henderson
Gene Henderson, né le 17 septembre 1925 à Pinckney (Michigan) et mort le 6 avril 2005 à Dearborn (Michigan), est un pilote de rallyes américain.

## Biographie
Ce pilote, membre de la police départementale de Dearborn, débuta la compétition automobile en 1958, initialement sur la piste de Waterford Hills proche de son domicile (avec un véhicule personnel Volvo).
En 1959, il fit sa première apparition au P.O.R., et devient en 1962 pilote d'usine pour Volvo (avec un véhicule version 1225) sur le continent nord-américain.
Ses années les plus fructueuses de sa carrière de rallyman furent 1967, et surtout 1972, année durant laquelle sa voiture de l'époque, une jeep AMC Wagoner Cherokke, devint le premier véhicule américain à remporter une épreuve comptant pour le championnat mondial des marques organisé par la FIA (Henderson étant lui-même le premier américain vainqueur d'une épreuve de la fédération internationale). Cette victoire fut également la première d'un véhicule à quatre roues motrices dans le championnat intercontinental, la FIA interdisant immédiatement ce type de véhicule... jusqu'à l'arrivée des Audi Quattro A2.
En 1969, il apparut dans des publicités télévisées pour Goodyear et pour les huiles de moteurs Leonard.
Durant les années 1975 à 1990, G. Henderson a lui-même organisé des dizaines d'épreuves de rallyes aux USA, travaillant également comme moniteur de conduite pour de futurs talents US en devenir, grâce à des contrats passés avec les équipes Mercedes-Benz, Volvo, et Chrysler nord-américaines, ainsi qu'à des sponsors de la taille de American Motors, Yugo, Subaru of America, BMW North America, ou encore Ford Motor Corp..
Il posséda également une compagnie de préparation de véhicules spécialement conçus pour les courses de rallyes sur route ou hors pistes, qui était également la plus ancienne et la plus importante pour la fourniture d'équipements d'infrastructures destinés aux comités d'organisations d'épreuves US.
Il était encore le rédacteur en chef d'un petit journal spécialisé, The Competitive Line, et membre du "Volvo Viking" Car Club (nommé par la suite The "Ralligators Inc."), ainsi que du "Friends of P.O.R. Club" (grâce à son soutien très actif au sein de ce dernier, le P.O.R. sauva son nom, que voulait alors donner à une autre épreuve du nord des États-Unis le SCCA).
Ses deux fils, membres de sa compagnie, ont également participé à des courses du PRO Rally US.

## Palmarès

### Titres
- Champion des États-Unis des rallyes SCCA ProRally: 1974 (2e édition).

### Victoires notables en Championnat des États-Unis de Rallyes (SCCA, à partir de 1973 (Sports Car Club of America))
- 3 Rallye Press on Regardless (P.O.R. de Détroit): en 1963 (copilote Fred Browne, sur Chrysler 300), 1967 (copilote Wayne Zitkus, sur Ford Cortina Lotus) et 1972 (copilote Ken Pogue (dit Moby Dick), sur Jeep AMC Wagoner - 24e édition comptant alors pour la Coupe Internationale des Marques de la FIA) ;
- 3 Rallye Sno*Drift (Montmorency) : en 1975 (copilote Ken Pogue, sur Jeep AMC Wagoner, 1991 et 1992 (copilote Jim Mickle les deux fois, sur BMW 325ix);
- 2 Rallye Olympus (Shelton): 1973 (1re édition) et 1974 (copilote Ken Pogue les deux fois, sur Jeep AMC Wagoner) ;
- 2 Rallye Alcan Winter: 1986 et 1990 (copilotes Mike Vanloo, puis Ralph Beckman ;
- 10 victoires nationales US en 1967 (sur 12 proposées au calendrier annuel), avec sa Ford Cortina Lotus ;
- Rallye d'endurance Alcan 5000 en 1986, sur Subaru ;
  - 2e du rallye Sno*Drift en 1974, sur Jeep Wagoneer (copilote Ken Pogue) ;
  - 4e du 1er Tour des États-Unis organisé en 1986, avec l'ensemble de sa propre écurie (lauréat Karl Chevalier sur Toyota Celica, second John Buffum sur véhicule 5000S Wagon) ;
  - 5e du rallye Shell 4000 en 1966, sur Ford Falcon 4.3L. ;
  - 6e du rallye Shell 4000 en 1965, sur Valiant 4.5L. ;
  - 5e de classe au rallye Monte-Carlo en 1964, sur Chrysler 300 ;
  - 7e  en 1961 sur 1961 sur Mercedes-Benz 220SE (copilote de Scott Harvey, Sr., 1re édition);
  - 11e du rallye Shell 4000 en 1968 (sur Plymouth Barracuda 340S V8 - Canada) ;
  - 15e du rallye Shell 4000 en 1963 (sur Chrysler 300; 22e en 1964 sur Ford Falcon Sprint 5L.) ;

### Divers
- Participation aux Trans-Am Series en 1967.

## Distinctions
- 1972: Michigan Road Racer de l'année, titre décerné par le Michigan Auto Racing Fan Club (essentiellement pour son 3e succès dans le P.O.R., alors reconnu mondialement) ;
- 1989: intronisation au Michigan Motor Sports Hall of Fame[1].
- 2012 intronisation au SCCA Hall of Fame[2]